# Lo scomparso
Lo scomparso è un film muto italiano del 1913 diretto e interpretato da Dante Testa.

## Trama
Il dottor Guido, alla vigilia di sposare la donna amata, scopre di avere la tubercolosi e decide di sparire per il bene di tutti. Vorrebbe alleviare il dolore raccontando all'amata la verità, ma sua sorella è fidanzata con il fratello della sua amata, che è un medico eletto. Costui, se venisse a sapere del virus, potrebbe lasciare sua sorella.